# 黃昏的清兵衛
《黄昏清兵卫》（原題：たそがれ清兵衛）是藤泽周平的短篇小說作品，2002年日本导演山田洋次导演创作了同名电影。

## 原作小說
同名原著為1988年9月由新潮社結集出版的單行本。內容則為藤澤周平於1983至1988年間，陸續於《小說新潮》雜誌所刊載的八篇短篇時代小說。

## 电影版
電影版由导演山田洋次基于藤泽周平的三部短篇小說作品《黄昏清兵卫》（1983年）、《叫化子助八》（1988年）與《竹光始末》（1976年）改编而成。故事情节与同名原作不同，讲述的是幕末时期的下层武士的生活故事。不同于传统武士电影，本作并未聚焦于武士道精神的探讨，也没有激烈的暴力渲染，著重於武士阶级底层的日常生活的描写。

### 剧情
井口清兵卫是幕末时期隸屬海坂藩的一名下级武士，在城中担任糧仓出納员。俸禄只有微薄的五十石，不仅要奉养患有失智症的母亲，抚养两个年幼的女儿，还得偿还亡妻長年患病欠下的债务。由於成天忙于生计没有时间打理儀表，蓬头垢面不修边幅，还因此遭到主君斥责。因为每天下班后都要在黄昏前返家打理家務與照料家人，从不参加同事们的聚会，而被同事们背地里称作“黄昏清兵卫”。
清兵卫的青梅竹马好友饭沼朋江与酒鬼丈夫甲田丰太郎离婚了，甲田觉得有损颜面，藉酒意來到饭沼家闹事，被碰巧造访的清兵卫阻止。甲田向朋江的哥哥饭沼伦之丞提出决斗（因離婚之事為倫之丞請藩主下令強制執行），清兵卫為了護友，答应代替伦之丞出战。決鬥當日，甲田自恃是一刀流高手，却被清兵卫用木棍打倒，这件事在城中流传开来。朋江出于感激，从此以后常常到清兵卫家中帮其打理家务，清兵衛也漸漸開始對朋江動心。后来，伦之丞要出差前往江戶，临行前向清兵卫提出，希望把朋江嫁给清兵卫。然而清兵卫拒绝了他的請求，因為他不想让朋江跟着自己受苦。
时值幕府末年政局动荡，藩內的高层也因主公之死发生了改朝换代风波。家老堀将监听说清兵卫剑术高超，令其讨伐拒絕接受切腹處分的武士余吾善右卫门，并许诺事成后提高他的俸禄。清兵卫本欲拒絕，卻被其以抗命的罪名威脅要將其流放，无法推託的清兵卫只能接下凶险的藩命。出发前，他请来朋江来帮他梳洗，并鼓起勇氣向她表白心意：如果自己能平安归来，希望朋江能嫁给他。然而朋江在三日前早已应允了另一門親事。愿望落空的清兵卫，无奈踏上前途未卜的讨敌之路。
清兵衛的讨伐對象余吾善右卫门，原本是个生活潦倒的浪人，因受过海坂藩前家老长谷川志摩賞識接济，從而效忠于长谷川。长谷川在政争中失勢後，余吾善右卫门也被下令切腹。但余吾认为自己忠于长谷川没有任何过错而拒绝切腹，还杀掉了先前奉命派来讨伐他的高手服部玄蕃。清兵卫前来时，他已困守小木屋一天一夜精疲力尽，原本不准备与清兵卫交手，還求清兵卫放他逃走，但在听说清兵卫竟然只带了竹刀前来之后觉得受到侮辱，于是拔刀相见。
一番恶斗後，清兵卫終於凭借小太刀在狭窄室内的优势斩杀余吾善右卫门，但自己也身受重伤。当他一瘸一拐地在黄昏回到家时，等待着他的除了两个女儿，还有并未离去的朋江，一对有情人终成眷属。然而这段幸福的婚姻只持续了三年，在接连的明治维新与戊辰战争中海坂藩站在佐幕派這边，以賊軍武士之身参战的清兵卫，死在占压倒性优势的官军枪彈之下。进入新时代，朋江独自将清兵卫的两个女儿抚养成人并讓她們出閣，死后由孩子們將她与清兵卫合葬。
晚年的以登在憶起這段往事時，仍覺得清兵衛在短暫的人生中活出了光采，他深愛孩子，並找到了真心相愛的伴侶，是值得自己引以為傲的好父親。

### 制作
- 导演：山田洋次
- 原作：藤泽周平「たそがれ清兵衛」、「竹光始末」、「祝い人助八」（新潮文庫）
- 编剧：山田洋次、朝间义隆
- 制作：大谷信義（松竹）、萩原敏雄（日本电视台）、岡素之（住友商事）、宮川智雄（博報堂）、菅徹夫（日本出版贩卖）、石川富康（卫星剧场）
- 配樂：冨田勲
- 主題歌：井上陽水《既定的節奏》（決められたリズム）
- 摄影：長沼六男
- 剪輯：石井巌
- 录音：岸田和美
- 服装：黒澤和子
- 美术：出川三男
- 美術指導：西岡善信
- 題字：中川幸夫
- 方言指導：山崎誠助
- 制作协力：松竹京都映画株式会社
- 發行：松竹

### 演员
- 井口清兵衛：真田广之
- 井口萱野：伊藤未希
- 井口以登：橋口恵莉奈
- 井口きぬ：草村礼子
- 井口藤左衛門：丹波哲郎
- 直太：神戸浩
- 晩年的以登／旁白：岸惠子
- 飯沼朋江：宫泽理惠
- 飯沼倫之丞：吹越満
- 飯沼八重：深浦加奈子
- 甲田豊太郎：大杉漣
- 余吾善右衛門：田中泯
- 久坂長兵衛：小林稔侍
- 寺内権兵衛：中村梅雀
- 堀将監：嵐圭史
- 大塚七十郎：尾美利德
- 服部玄蕃：夏坂祐輝
- 藤左衛門的雜役：櫻井千里
- 矢崎：赤塚真人
- 坂口：佐藤正宏
- 川並：北山雅康
- 種：水野貴以

### 获奖
日本
- 第26回日本电影金像奖：最佳影片奖、最佳導演奖、最佳劇本奖、最佳男主角奖、最佳女主角奖、最佳男配角奖、优秀男配角奖、优秀女配角奖、新人奖、最佳音乐奖、最佳摄影奖、最佳燈光奖、最佳美术奖、最佳录音奖、最佳剪輯奖
- 第45回蓝丝带奖：最佳影片奖 最佳女配角奖
- 第76回电影旬報：最佳影片奖
- 第57回毎日电影奖
- 第27回报知电影奖：最佳影片奖、最佳导演奖、最佳女主角奖
- 第27回日刊体育电影大奖：最佳影片奖、最佳導演奖、最佳男主角奖、最佳女配角奖

海外
- 第23届香港电影金像奖：最佳亚洲电影
- 第76届奥斯卡金像奖：最佳外语片提名